# Calcio nel mondo
In questa voce vengono riportate le principali competizioni calcistiche organizzate dalla FIFA a livello mondiale, dalle 6 confederazioni ad essa associate (AFC, CAF, CONCACAF, CONMEBOL, OFC, UEFA) e dalle nazioni aderenti a ciascuna confederazione.

## FIFA
| Nazionali                                                                                         | Nazionali Giovanili                                                               | Club                                                           | Donne | Altro                                                                     |
| ------------------------------------------------------------------------------------------------- | --------------------------------------------------------------------------------- | -------------------------------------------------------------- | --- | ------------------------------------------------------------------------- |
| - Campionato mondiale di calcio - Torneo Olimpico di calcio - FIFA Confederations Cup (soppressa) | - Campionato mondiale di calcio Under-20 - Campionato mondiale di calcio Under-17 | - Coppa del mondo per club FIFA - Coppa Intercontinentale FIFA | - Campionato mondiale femminile di calcio - Campionato mondiale femminile Under 20 di calcio - Campionato mondiale femminile Under 17 di calcio - Torneo olimpico di calcio femminile | - Campionato mondiale di calcio a 5 - Campionato mondiale di beach soccer |

## Confederazioni

La Mappa del mondo dei sei organi di governo intercontinentali della FIFA.

| AFC      | Asian Football Confederation                                                | Asia         | 46 + 1 federazioni |
| CAF      | Confédération Africaine de Football                                         | Africa       | 54 + 2 federazioni |
| CONCACAF | Confederation of North, Central American and Caribbean Association Football | Nord America | 35 + 6 federazioni |
| CONMEBOL | Confederación Sudamericana de Fútbol                                        | Sud America  | 10 federazioni     |
| OFC      | Oceania Football Confederation                                              | Oceania      | 11 + 2 federazioni |
| UEFA     | Union of European Football Associations                                     | Europa       | 55 federazioni     |

### AFC (Asia)
| Nazionali                       | Nazionali Giovanili                             | Club                                                                                  | Donne                                                                                 | Altro                                  |
| ------------------------------- | ----------------------------------------------- | ------------------------------------------------------------------------------------- | ------------------------------------------------------------------------------------- | -------------------------------------- |
| - Asian Cup - AFC Challenge Cup | - AFC U-19 Championship - AFC U-16 Championship | - AFC Champions League - AFC Cup - AFC President's Cup - AFC Futsal Club Championship | - AFC Women's Asian Cup - AFC Women's U19 Championship - AFC Women's U16 Championship | - AFC Futsal Championship (calcio a 5) |

| Nazione                       | Nazionale | Lista di club | Federazione nazionale                              | Campionato principale                                                                                | Coppa nazionale                             | Supercoppa                                 |
| ----------------------------- | --------- | ------------- | -------------------------------------------------- | --- | ------------------------------------------- | ------------------------------------------ |
| Afghanistan                   | Nazionale | Club          | Afghanistan Football Federation                    | Roshan Afghan Premier League                                                                         | Nessuna                                     | Nessuna                                    |
| Arabia Saudita                | Nazionale | Club          | Saudi Arabian Football Federation                  | Saudi Premier League                                                                                 | Crown Prince Cup                            | Saudi Super Cup                            |
| Australia                     | Nazionale | Club          | Football Federation Australia                      | National Soccer League (1977-2004) A-League                                                          | FFA Cup                                     | Nessuna                                    |
| Bahrein                       | Nazionale | Club          | Bahrain Football Association                       | Bahrein First Division League                                                                        | Bahraini King's Cup                         | Nessuna                                    |
| Bangladesh                    | Nazionale | Club          | Bangladesh Football Federation                     | B. League                                                                                            | Bangladesh Federation Cup                   | Super Cup                                  |
| Bhutan                        | Nazionale | Club          | Bhutan Football Federation                         | A-Division                                                                                           | Nessuna                                     | Nessuna                                    |
| Birmania                      | Nazionale | Club          | Myanmar Football Federation                        | Myanmar National League                                                                              | Myanmar National League Cup                 | Nessuna                                    |
| Brunei                        | Nazionale | Club          | National Football Association of Brunei Darussalam | Brunei Super League                                                                                  | Brunei FA Cup                               | Brunei Super Cup                           |
| Cambogia                      | Nazionale | Club          | Football Federation of Cambodia                    | C-League                                                                                             | Hun Sen Cup                                 | Nessuna                                    |
| Cina                          | Nazionale | Club          | Chinese Football Association                       | Chinese Super League                                                                                 | Coppa della Cina                            | Supercoppa di Cina                         |
| Corea del Nord                | Nazionale | Club          | DPR Korea Football Association                     | DPR Korea League                                                                                     | Republican Championship                     | Nessuna                                    |
| Corea del Sud                 | Nazionale | Club          | Korea Football Association                         | K-League                                                                                             | Coppa della Corea del Sud Korean League Cup | Supercoppa della Corea del Sud (soppressa) |
| Emirati Arabi Uniti           | Nazionale | Club          | United Arab Emirates Football Association          | UAE Arabian Gulf League                                                                              | UAE President Cup                           | Arabian Gulf Super Cup                     |
| Filippine                     | Nazionale | Club          | Philippine Football Federation                     | United Football League                                                                               | PFF National Men's Club Championship        | Nessuna                                    |
| Giappone                      | Nazionale | Club          | Japan Football Association                         | J. League Division 1                                                                                 | Coppa dell'Imperatore Coppa J. League       | Supercoppa del Giappone                    |
| Giordania                     | Nazionale | Club          | Jordan Football Association                        | Lega giordana professionistica                                                                       | Coppa della Giordania                       | Supercoppa della Giordania                 |
| Guam                          | Nazionale | Club          | Guam Football Association                          | Guam Men's Soccer League                                                                             | Guam FA Cup                                 | Nessuna                                    |
| Hong Kong                     | Nazionale | Club          | Hong Kong Football Association                     | Hong Kong First Division League Coppa di Lega di Hong Kong                                           | Hong Kong Football Association Cup          | Nessuna                                    |
| India                         | Nazionale | Club          | All India Football Federation                      | Indian Super League                                                                                  | Federation Cup                              | Indian Super Cup                           |
| Indonesia                     | Nazionale | Club          | Football Association of Indonesia                  | Indonesia Super League                                                                               | Piala Indonesia                             | Indonesian Community Shield                |
| Iran                          | Nazionale | Club          | Football Federation Islamic Republic of Iran       | Iran Pro League                                                                                      | Coppa dell'Iran                             | Supercoppa dell'Iran                       |
| Iraq                          | Nazionale | Club          | Iraq Football Federation                           | Dawri Al-Nokhba                                                                                      | Coppa dell'Iraq                             | Nessuna                                    |
| Kirghizistan                  | Nazionale | Club          | Football Federation of the Kyrgyz Republic         | Vysshaja Liga                                                                                        | Coppa del Kirghizistan                      | Kyrgyzstan Super Cup                       |
| Kuwait                        | Nazionale | Club          | Kuwait Football Association                        | Kuwait Premier League                                                                                | Kuwait Emir Cup                             | Kuwait Super Cup                           |
| Laos                          | Nazionale | Club          | Lao Football Federation                            | Lao League                                                                                           | Prime Minister's Cup                        | Nessuna                                    |
| Libano                        | Nazionale | Club          | Lebanese Football Association                      | Prima divisione libanese                                                                             | Lebanese FA Cup                             | Supercoppa del Libano                      |
| Macao                         | Nazionale | Club          | Macau Football Association                         | Primeira Divisão                                                                                     | Taça de Macau em Futebol                    | Nessuna                                    |
| Maldive                       | Nazionale | Club          | Football Association of Maldives                   | Dhivehi Premier League                                                                               | Coppa delle Maldive                         | Maldivian FA Charity Shield                |
| Malaysia                      | Nazionale | Club          | Football Association of Malaysia                   | Malaysia Super League                                                                                | Coppa della Malaysia                        | Sultan Haji Ahmad Shah Cup                 |
| Isole Marianne Settentrionali | Nazionale | Club          | Northern Mariana Islands Football Association      | M*League Division 1                                                                                  | Northern Mariana Cup                        | Nessuna                                    |
| Mongolia                      | Nazionale | Club          | Mongolian Football Federation                      | Niislel League                                                                                       | Mongolia Cup                                | Mongolia Super Cup                         |
| Nepal                         | Nazionale | Club          | All Nepal Football Association                     | Martyr's Memorial A-Division League                                                                  | Aaha! Gold Cup                              | Nessuna                                    |
| Oman                          | Nazionale | Club          | Oman Football Association                          | Oman League                                                                                          | Sultan Qaboos Cup                           | Oman Super Cup                             |
| Pakistan                      | Nazionale | Club          | Pakistan Football Federation                       | Pakistan Premier League                                                                              | Pakistan National Football Challenge Cup    | Nessuna                                    |
| Palestina                     | Nazionale | Club          | Palestine Football Association                     | Campionato palestinese di calcio - Prima Lega della Cisgiordania - Campionato della striscia di Gaza | Palestine Cup                               | Nessuna                                    |
| Qatar                         | Nazionale | Club          | Qatar Football Association                         | Qatar Stars League                                                                                   | Emir of Qatar Cup                           | Nessuna                                    |
| Singapore                     | Nazionale | Club          | Football Association of Singapore                  | S.League                                                                                             | Singapore Cup Coppa di Lega di Singapore    | Singapore Charity Shield                   |
| Siria                         | Nazionale | Club          | Federation Arab Syrian for Football                | Syrian Premier League                                                                                | Syrian Cup                                  | Syrian Super Cup                           |
| Sri Lanka                     | Nazionale | Club          | Football Federation of Sri Lanka                   | Kit Premier League                                                                                   | Sri Lanka FA Cup                            | Nessuna                                    |
| Tagikistan                    | Nazionale | Club          | Tajikistan Football Federation                     | Vysšaja Liga                                                                                         | Coppa del Tagikistan                        | Nessuna                                    |
| Taiwan                        | Nazionale | Club          | Chinese Taipei Football Association                | Taiwan Football Premier League                                                                       | Nessuna                                     | Nessuna                                    |
| Thailandia                    | Nazionale | Club          | Football Association of Thailand                   | Thai Premier League                                                                                  | Thai FA Cup                                 | Kor Royal Cup                              |
| Timor Est                     | Nazionale | Club          | Federação Futebol Timor-Leste                      | Super Liga Timorense                                                                                 | Copa Timor                                  | Nessuna                                    |
| Turkmenistan                  | Nazionale | Club          | Football Association of Turkmenistan               | Ýokary Liga                                                                                          | Turkmenistan Cup                            | Turkmenistan Super Cup                     |
| Uzbekistan                    | Nazionale | Club          | Uzbekistan Football Federation                     | Oʻzbekiston Professional Futbol Ligasi                                                               | Coppa dell'Uzbekistan                       | Supercoppa dell'Uzbekistan                 |
| Vietnam                       | Nazionale | Club          | Vietnam Football Federation                        | V League 1                                                                                           | Coppa del Vietnam                           | Supercoppa del Vietnam                     |
| Yemen                         | Nazionale | Club          | Yemen Football Association                         | Yemeni League                                                                                        | President Cup                               | Yemeni Super Cup                           |

### CAF (Africa)
| Nazionali                      | Nazionali Giovanili                                      | Club                                                            | Donne                                                              | Altro                                                                           |
| ------------------------------ | -------------------------------------------------------- | --------------------------------------------------------------- | ------------------------------------------------------------------ | ------------------------------------------------------------------------------- |
| - Coppa delle nazioni africane | - African Youth Championship - African U-17 Championship | - CAF Champions League - CAF Confederation Cup - Supercoppa CAF | - African Women's Championship - African U-20 Women's Championship | - Coppa delle nazioni africane (calcio a 5) - UEFA-CAF Meridian Cup (soppressa) |

| Nazione             | Nazionale | Lista di club | Federazione nazionale                                          | Campionato principale                 | Coppa nazionale                                             | Supercoppa                  |
| ------------------- | --------- | ------------- | -------------------------------------------------------------- | ------------------------------------- | ----------------------------------------------------------- | --------------------------- |
| Algeria             | Nazionale | Club          | Fédération Algérienne de Football                              | Ligue 1 algerina                      | Coppa d'Algeria                                             | Supercoppa d'Algeria        |
| Angola              | Nazionale | Club          | Federação Angolana de Futebol                                  | Girabola                              | Taça de Angola                                              | SuperTaça                   |
| Benin               | Nazionale | Club          | Fédération Béninoise de Football                               | Benin Premier League                  | Coppa del Benin                                             | Nessuna                     |
| Botswana            | Nazionale | Club          | Botswana Football Association                                  | Mascom Premier League                 | FA Challenge Cup                                            | Nessuna                     |
| Burkina Faso        | Nazionale | Club          | Fédération Burkinabé de Foot-Ball                              | Campionato burkinabé di calcio        | Coppa del Burkina Faso                                      | Supercoppa del Burkina Faso |
| Burundi             | Nazionale | Club          | Fédération de Football du Burundi                              | Amstel League                         | Coupe du Président de la République                         | Nessuna                     |
| Camerun             | Nazionale | Club          | Fédération Camerounaise de Football                            | MTN Elite One                         | Coppa del Camerun                                           | Super Coupe Roger Milla     |
| Capo Verde          | Nazionale | Club          | Federação Caboverdiana de Futebol                              | Campionato capoverdiano di calcio     | Nessuna                                                     | Nessuna                     |
| Rep. Centrafricana  | Nazionale | Club          | Fédération Centrafricaine de Football                          | Campionato centrafricano di calcio    | Coppa della Repubblica Centrafricana                        | Nessuna                     |
| Ciad                | Nazionale | Club          | Fédération Tchadienne de Football                              | Chad Premier League                   | Coppa del Ciad                                              | Nessuna                     |
| Comore              | Nazionale | Club          | Fédération Comorienne de Football                              | Campionato comoriano di calcio        | Coppa delle Comore                                          | Nessuna                     |
| Rep. del Congo      | Nazionale | Club          | Fédération Congolaise de Football                              | Campionato congolese di calcio        | Coppa della Repubblica del Congo                            | Nessuna                     |
| RD del Congo        | Nazionale | Club          | Fédération Congolaise de Football-Association                  | Linafoot                              | Coppa della Repubblica Democratica del Congo                | Nessuna                     |
| Costa d'Avorio      | Nazionale | Club          | Fédération Ivoirienne de Football                              | Ligue 1 ivoriana                      | Coppa della Costa d'Avorio                                  | Coupe Houphouët-Boigny      |
| Egitto              | Nazionale | Club          | Egyptian Football Association                                  | Egyptian Premier League               | Coppa d'Egitto                                              | Supercoppa d'Egitto         |
| Eritrea             | Nazionale | Club          | Eritrean National Football Federation                          | Campionato eritreo di calcio          | Nessuna                                                     | Nessuna                     |
| eSwatini            | Nazionale | Club          | eSwatini Football Association                                  | Swazi MTN Premier League              | Swazi Bank Cup                                              | Swazi Charity Cup           |
| Etiopia             | Nazionale | Club          | Ethiopian Football Federation                                  | Campionato etiope di calcio           | Coppa d'Etiopia                                             | Supercoppa d'Etiopia        |
| Gabon               | Nazionale | Club          | Fédération Gabonaise de Football                               | Gabon Championnat National D1         | Coupe du Gabon InterClub                                    | Nessuna                     |
| Gambia              | Nazionale | Club          | Gambia Football Association                                    | GFA League First Division             | Coppa del Gambia                                            | Nessuna                     |
| Ghana               | Nazionale | Club          | Ghana Football Association                                     | OneTouch Premier League               | Ghanaian FA Cup                                             | Nessuna                     |
| Gibuti              | Nazionale | Club          | Fédération Djiboutienne de Football                            | Campionato gibutiano di calcio        | Coppa di Gibuti                                             | Nessuna                     |
| Guinea              | Nazionale | Club          | Fédération Guinéenne de Football                               | Campionato guineano di calcio         | Coppa della Guinea                                          | Nessuna                     |
| Guinea Equatoriale  | Nazionale | Club          | Federación Ecuatoguineana de Fútbol                            | Primera Divisíon de Honor             | Coppa della Guinea Equatoriale                              | Nessuna                     |
| Guinea-Bissau       | Nazionale | Club          | Federação de Futebol da Guiné-Bissau                           | Campeonato Nacional da Guiné-Bissau   | Taça Nacional da Guiné Bissau                               | Nessuna                     |
| Kenya               | Nazionale | Club          | Kenya Football Federation                                      | Kenyan Premier League                 | Kenyan President's Cup                                      | Nessuna                     |
| Lesotho             | Nazionale | Club          | Lesotho Football Association                                   | Lesotho Premier League                | Lesotho Independence Cup                                    | Nessuna                     |
| Liberia             | Nazionale | Club          | Liberia Football Association                                   | Campionato liberiano di calcio        | Coppa della Liberia                                         | Nessuna                     |
| Libia               | Nazionale | Club          | Libyan Football Federation                                     | Prima Lega                            | Coppa della Libia                                           | Supercoppa della Libia      |
| Madagascar          | Nazionale | Club          | Fédération Malagasy de Football                                | Orange Pro League                     | Coupe de Madagascar                                         | Super Coupe de Madagascar   |
| Malawi              | Nazionale | Club          | Football Association of Malawi                                 | TNM Super League                      | FAM Cup                                                     | Nessuna                     |
| Mali                | Nazionale | Club          | Fédération Malienne de Football                                | Malien Première Division              | Coppa del Mali                                              | Nessuna                     |
| Marocco             | Nazionale | Club          | Fédération Royale Marocaine de Football                        | GNF 1                                 | Coupe du Trône                                              | Nessuna                     |
| Mauritania          | Nazionale | Club          | Fédération de Foot-Ball de la Républic Islamique de Mauritanie | Campionato mauritano di calcio        | Coupe du Président de la République                         | Nessuna                     |
| Mauritius           | Nazionale | Club          | Mauritius Football Association                                 | Campionato mauriziano di calcio       | Coppa di Mauritius                                          | Nessuna                     |
| Mozambico           | Nazionale | Club          | Federação Moçambicana de Futebol                               | Moçambola                             | Taça de Moçambique                                          | Nessuna                     |
| Namibia             | Nazionale | Club          | Namibia Football Association                                   | MTC Namibia Premier League            | MTC NFA Cup                                                 | Nessuna                     |
| Niger               | Nazionale | Club          | Fédération Nigerienne de Football                              | Super Ligue Nigerienne                | Coppa del Niger                                             | Nessuna                     |
| Nigeria             | Nazionale | Club          | Nigeria Football Association                                   | Nigerian Premier League               | Nigerian FA Cup                                             | Nessuna                     |
| La Riunione         | Nazionale | Club          | Ligue réunionnaise de football                                 | Réunion Premier League                | Coupe de la Réunion                                         | Nessuna                     |
| Ruanda              | Nazionale | Club          | Fédération Rwandaise de Football Amateur                       | National Football League              | Coppa del Ruanda                                            | Nessuna                     |
| São Tomé e Príncipe | Nazionale | Club          | Federação Santomense de Futebol                                | Campionato saotomense di calcio       | Coppa di São Tomé e Principe                                | Nessuna                     |
| Senegal             | Nazionale | Club          | Fédération Sénégalaise de Football                             | Campionato senegalese di calcio       | Coppa del Senegal                                           | Nessuna                     |
| Seychelles          | Nazionale | Club          | Seychelles Football Federation                                 | Seychelles League                     | Seychelles FA Cup                                           | Nessuna                     |
| Sierra Leone        | Nazionale | Club          | Sierra Leone Football Association                              | Campionato sierraleonese di calcio    | Coppa della Sierra Leone                                    | Nessuna                     |
| Somalia             | Nazionale | Club          | Somali Football Federation                                     | Somali Premier League                 | Coppa della Somalia                                         | Nessuna                     |
| Sudafrica           | Nazionale | Club          | South African Football Association                             | Premier Division                      | ABSA Cup                                                    | Nessuna                     |
| Sudan               | Nazionale | Club          | Sudan Football Association                                     | Campionato sudanese di calcio         | Coppa del Sudan                                             | Nessuna                     |
| Sudan del Sud       | Nazionale | Club          | South Sudan Football Association                               | South Sudan Football Championship     | South Sudan National Cup                                    | Nessuna                     |
| Tanzania            | Nazionale | Club          | Football Association of Tanzania                               | Ligi Kuu Bara                         | Nyerere Cup                                                 | Nessuna                     |
| Togo                | Nazionale | Club          | Fédération Togolaise de Football                               | Campionato togolese di calcio         | Coppa del Togo                                              | Nessuna                     |
| Tunisia             | Nazionale | Club          | Fédération Tunisienne de Football                              | Championnat de Ligue Professionelle 1 | Coppa di Tunisia Coupe de la Ligue Professionel (soppressa) | Nessuna                     |
| Uganda              | Nazionale | Club          | Federation of Uganda Football Associations                     | Uganda Super League                   | Kakungulu Cup                                               | Nessuna                     |
| Zambia              | Nazionale | Club          | Football Association of Zambia                                 | Konkola Copper Mines Premier League   | Mosi Cup                                                    | Nessuna                     |
| Zanzibar            | Nazionale | Club          | Zanzibar Football Association                                  | Zanzibar Premier League               | Zanzibari Cup                                               | Nessuna                     |
| Zimbabwe            | Nazionale | Club          | Zimbabwe Football Association                                  | CBZ Premier Soccer League             | CBZ FA Cup Coppa di Lega sudafricana                        | Nessuna                     |

### CONCACAF (Nord e Centro America)
| Nazionali | Club | Donne                           | Altro                                     |
| --- | --- | ------------------------------- | ----------------------------------------- |
| - CONCACAF Gold Cup - CONCACAF Nations League - Copa Centroamericana (soppresso) - Coppa dei Caraibi (soppresso) - Campionato centroamericano e caraibico di calcio (soppresso) - Campionato nordamericano di calcio (soppresso) | - CONCACAF Champions League - CFU Club Championship (soppresso) - Copa Interclubes UNCAF (soppresso) - SuperLiga nordamericana (soppresso) | - CONCACAF Women's Championship | - CONCACAF Futsal Tournament (calcio a 5) |

| Nazione                   | Nazionale | Lista di club | Federazione nazionale                                | Campionato principale                                | Coppa nazionale                                               | Supercoppa                           |
| ------------------------- | --------- | ------------- | ---------------------------------------------------- | ---------------------------------------------------- | ------------------------------------------------------------- | ------------------------------------ |
| Anguilla                  | Nazionale | Club          | Anguilla Football Association                        | AFA Senior Male League                               | Nessuna                                                       | Nessuna                              |
| Antigua e Barbuda         | Nazionale | Club          | Antigua and Barbuda Football Association             | Premier Division                                     | Antigua and Barbuda FA Cup                                    | Nessuna                              |
| Aruba                     | Nazionale | Club          | Arubaanse Voetbal Bond                               | Campeonato AVB Aruba Bank                            | Torneo Copa Betico Croes                                      | Nessuna                              |
| Bahamas                   | Nazionale | Club          | Bahamas Football Association                         | Bahamas National Championship Final                  | Bahamas President's Cup                                       | Nessuna                              |
| Barbados                  | Nazionale | Club          | Barbados Football Association                        | Premier Division                                     | Barbados FA Cup                                               | Nessuna                              |
| Belize                    | Nazionale | Club          | Football Federation of Belize                        | Belize Premier Football League                       | Nessuna                                                       | Nessuna                              |
| Bermuda                   | Nazionale | Club          | Bermuda Football Association                         | Premier Division                                     | Bermuda FA Cup                                                | Nessuna                              |
| Bonaire                   | Nazionale | Club          | Bonaire Football Federation                          | Bonaire League                                       | Nessuna                                                       | Nessuna                              |
| Canada                    | Nazionale | Club          | Canadian Soccer Association                          | Canadian Premier League Major League Soccer          | Canadian Championship                                         | Nessuna                              |
| Isole Cayman              | Nazionale | Club          | Cayman Islands Football Association                  | Cayman Island Premier League                         | Cayman Islands FA Cup                                         | Nessuna                              |
| Costa Rica                | Nazionale | Club          | Federación Costarricense de Fútbol                   | Primera División de Costa Rica                       | Costa Rican Cup                                               | Supercopa de Costa Rica              |
| Cuba                      | Nazionale | Club          | Asociación de Fútbol de Cuba                         | Campeonato Nacional de Fútbol de Cuba                | Nessuna                                                       | Nessuna                              |
| Curaçao                   | Nazionale | Club          | Federashon Futbol Korsou                             | Kopa Antiano                                         | Nessuna                                                       | Nessuna                              |
| Dominica                  | Nazionale | Club          | Dominica Football Association                        | Dominica Premiere League                             | Dominica Knock-Out Tournament                                 | Nessuna                              |
| Rep. Dominicana           | Nazionale | Club          | Federación Dominicana de Fútbol                      | Primera División de Republica Dominicana             | Nessuna                                                       | Nessuna                              |
| El Salvador               | Nazionale | Club          | Federación Salvadoreña de Fútbol                     | Primera División de Fútbol Profesional               | Copa Presidente (soppressa)                                   | Nessuna                              |
| Giamaica                  | Nazionale | Club          | Jamaica Football Federation                          | Digicel Premier League                               | JFF Champions Cup                                             | Nessuna                              |
| Grenada                   | Nazionale | Club          | Grenada Football Association                         | Grenada League                                       | Nessuna                                                       | Nessuna                              |
| Guadalupa                 | Nazionale | Club          | Ligue Guadeloupéenne de Football                     | Division d'Honneur                                   | Coupe de Guadeloupe                                           | Nessuna                              |
| Guatemala                 | Nazionale | Club          | Federación Nacional de Fútbol de Guatemala           | Liga Nacional de Fútbol de Guatemala                 | Copa Centenario (soppressa)                                   | Nessuna                              |
| Guyana                    | Nazionale | Club          | Guyana Football Federation                           | Guyana National Super League                         | Guyana Mayors Cup Kashif & Shanghai Knockout Tournament       | Nessuna                              |
| Guyana francese           | Nazionale | Club          | Ligue de Football de La Guyane Française             | Championnat National de la Guyane Française          | Coupe de Guyane                                               | Nessuna                              |
| Haiti                     | Nazionale | Club          | Fédération Haïtienne de Football                     | Ligue Haïtienne                                      | Coupe d'Haïti                                                 | Nessuna                              |
| Honduras                  | Nazionale | Club          | Federación Nacional Autónoma de Fútbol de Honduras   | Liga Nacional de Fútbol de Honduras                  | Coppa dell'Honduras (soppressa)                               | Supercoppa dell'Honduras (soppressa) |
| Martinica                 | Nazionale | Club          | Ligue de Football de Martinique                      | Championnat de Division d'Honneur                    | Coupe de la Martinique Trophée du Conseil Général             | Nessuna                              |
| Messico                   | Nazionale | Club          | Federación Mexicana de Fútbol Asociación             | Primera División de México                           | Copa México                                                   | Campeón de Campeones                 |
| Montserrat                | Nazionale | Club          | Montserrat Football Association                      | Montserrat Championship                              | Nessuna                                                       | Nessuna                              |
| Nicaragua                 | Nazionale | Club          | Federación Nicaragüense de Fútbol                    | Primera División de Nicaragua                        | Copa de Nicaragua (soppressa)                                 | Nessuna                              |
| Panama                    | Nazionale | Club          | Federación Panameña de Fútbol                        | ANAPROF                                              | Nessuna                                                       | Nessuna                              |
| Porto Rico                | Nazionale | Club          | Federación Puertorriqueña de Fútbol                  | Puerto Rico Soccer League                            | Torneo de Copa de Puerto Rico                                 | Nessuna                              |
| Saint Kitts e Nevis       | Nazionale | Club          | St. Kitts and Nevis Football Association             | SKNFA Super League                                   | Saint Kitts and Nevis National Cup                            | Nessuna                              |
| Saint Lucia               | Nazionale | Club          | St. Lucia Football Association                       | División de Oro de Santa Lucía                       | Saint Lucia FA Cup                                            | Nessuna                              |
| Saint-Martin              | Nazionale | Club          | Comité de Football des Îles du Nord                  | Campionato di calcio di Saint-Martin                 | Coupe de Noël                                                 | Nessuna                              |
| Saint Vincent e Grenadine | Nazionale | Club          | Saint Vincent and the Grenadines Football Federation | National League                                      | Nessuna                                                       | Nessuna                              |
| Sint Maarten              | Nazionale | Club          | Sint Maarten Soccer Association                      | Sint Maarten League                                  | Nessuna                                                       | Nessuna                              |
| Stati Uniti               | Nazionale | Club          | United States Soccer Federation                      | Major League Soccer                                  | Lamar Hunt U.S. Open Cup                                      | Nessuna                              |
| Suriname                  | Nazionale | Club          | Surinaamse Voetbal Bond                              | Hoofdklasse                                          | Beker van Suriname                                            | President's Cup                      |
| Trinidad e Tobago         | Nazionale | Club          | Trinidad and Tobago Football Federation              | Digicel Pro League                                   | Trinidad and Tobago FA Cup Coppa di Lega di Trinidad e Tobago | Trinidad and Tobago Charity Shield   |
| Turks e Caicos            | Nazionale | Club          | Turks and Caicos Islands Football Association        | MFL League                                           | Nessuna                                                       | Nessuna                              |
| Isole Vergini Americane   | Nazionale | Club          | U.S. Virgin Islands Soccer Federation                | USVI Championship                                    | Nessuna                                                       | Nessuna                              |
| Isole Vergini Britanniche | Nazionale | Club          | British Virgin Islands Football Association          | Campionato di calcio delle Isole Vergini britanniche | Nessuna                                                       | Nessuna                              |

### CONMEBOL (Sud America)
| Nazionali      | Nazionali Giovanili                                                                                | Club | Donne                                                  | Altro |
| -------------- | -------------------------------------------------------------------------------------------------- | --- | ------------------------------------------------------ | --- |
| - Copa América | - Sudamericano Sub-20 (Under 20) - Sudamericano Sub-17 (Under 17) - Sudamericano Sub-15 (Under 15) | - Copa Santander Libertadores - Copa Nissan Sudamericana - Recopa Sudamericana - Coppa Interamericana - Sudamericano de Clubes de Futsal - Coppa CONMEBOL - Coppa Suruga Bank - Coppa Intercontinentale (soppressa) - Coppa Mercosur (soppressa) - Coppa Merconorte (soppressa) - Supercopa Sudamericana (soppressa) - Copa Ganadores de Copa (soppressa) - Supercopa de Campeones Intercontinentales (soppressa) | - Sudamericano femenino - Sudamericano femenino Sub-20 | - Copa América (calcio a 5) - Campionato sudamericano di calcio a 5 Under-20 - Campionato sudamericano di calcio a 5 femminile |

| Nazione   | Nazionale | Lista di club | Federazione nazionale              | Campionato principale                    | Coppa nazionale | Supercoppa          |
| --------- | --------- | ------------- | ---------------------------------- | ---------------------------------------- | --------------- | ------------------- |
| Argentina | Nazionale | Club          | Asociación del Fútbol Argentino    | Primera División Argentina               | Copa Argentina  | Supercopa Argentina |
| Bolivia   | Nazionale | Club          | Federación Boliviana de Fútbol     | Liga de Fútbol Profesional Boliviano     | Copa Aerosur    | Nessuna             |
| Brasile   | Nazionale | Club          | Confederação Brasileira de Futebol | Campeonato Brasileiro Série A            | Copa do Brasil  | Nessuna             |
| Cile      | Nazionale | Club          | Federación de Fútbol de Chile      | Liga Chilena de Fútbol: Primera División | Copa Chile      | Nessuna             |
| Colombia  | Nazionale | Club          | Federación Colombiana de Fútbol    | Fútbol Profesional Colombiano            | Copa Colombia   | Súper Liga          |
| Ecuador   | Nazionale | Club          | Federación Ecuatoriana de Fútbol   | Serie A de Ecuador                       | Nessuna         | Nessuna             |
| Paraguay  | Nazionale | Club          | Asociación Paraguaya de Fútbol     | Liga Paraguaya                           | Nessuna         | Nessuna             |
| Perù      | Nazionale | Club          | Federación Peruana de Fútbol       | Campeonato Descentralizado               | Copa Inca       | Copa Federación     |
| Uruguay   | Nazionale | Club          | Asociación Uruguaya de Fútbol      | Primera División Uruguaya                | Nessuna         | Nessuna             |
| Venezuela | Nazionale | Club          | Federación Venezolana de Fútbol    | Primera División Venezolana              | Copa Venezuela  | Nessuna             |

### OFC (Oceania)
| Nazionali         | Club                    | Altro                                        |
| ----------------- | ----------------------- | -------------------------------------------- |
| - OFC Nations Cup | - OFC Club Championship | - Coppa delle nazioni oceaniane (calcio a 5) |

| Nazione            | Nazionale | Lista di club | Federazione nazionale                 | Campionato principale                 | Coppa nazionale      | Supercoppa                            |
| ------------------ | --------- | ------------- | ------------------------------------- | ------------------------------------- | -------------------- | ------------------------------------- |
| Figi               | Nazionale | Club          | Fiji Football Association             | National Football League              | Coppa delle Figi     | Champions vs. Champions figiana       |
| Kiribati           | Nazionale | Club          | Kiribati Islands Football Association | Kiribati National Championship        | Nessuna              | Nessuna                               |
| Niue               | Nazionale | Club          | Niue Island Soccer Association        | Niue Soccer Tournament                | Nessuna              | Nessuna                               |
| Nuova Caledonia    | Nazionale | Club          | Fédération Calédonienne de Football   | Super Ligue                           | Coupe de Calédonie   | Nessuna                               |
| Nuova Zelanda      | Nazionale | Club          | New Zealand Football                  | New Zealand Football Championship     | Chatham Cup          | Nessuna                               |
| Papua Nuova Guinea | Nazionale | Club          | Papua New Guinea Football Association | Papua New Guinea Overall Championship | Nessuna              | Papua New Guinea Overall Championship |
| Samoa              | Nazionale | Club          | Samoa Football Soccer Federation      | Samoa National League                 | Samoa Cup            | Nessuna                               |
| Samoa Americane    | Nazionale | Club          | American Samoa Football Association   | ASFA Soccer League                    | FFAS President's Cup | Nessuna                               |
| Isole Salomone     | Nazionale | Club          | Solomon Islands Football Federation   | Telekom National Club Championship    | Nessuna              | Nessuna                               |
| Tahiti             | Nazionale | Club          | Fédération Tahitienne de Football     | Tahiti Division Fédérale              | Coupe du Tahiti      | Coupe des Champions                   |
| Tonga              | Nazionale | Club          | Tonga Football Association            | Tonga Major League                    | Tonga Cup            | Nessuna                               |
| Tuvalu             | Nazionale | Club          | Tuvalu National Football Association  | Tuvalu A-Division                     | NBT Cup              | Nessuna                               |
| Vanuatu            | Nazionale | Club          | Vanuatu Football Federation           | Port Vila Premia Divisen              | Vanuatu Cup          | Nessuna                               |

### UEFA (Europa)
| Nazionali                                                                               | Nazionali Giovanili | Club | Donne                                                                                      | Altro |
| --------------------------------------------------------------------------------------- | --- | --- | ------------------------------------------------------------------------------------------ | --- |
| - Campionato europeo di calcio - UEFA Nations League - Coppa Internazionale (soppressa) | - Campionato europeo di calcio Under-21 - Campionato europeo di calcio Under-19 - Campionato europeo di calcio Under-17 | - UEFA Champions League - UEFA Europa League - UEFA Europa Conference League - Supercoppa UEFA - UEFA Futsal Champions League - Coppa delle Coppe (soppressa) - Coppa Intertoto (soppressa) - Coppa Intercontinentale (soppressa) | - Campionato europeo femminile di calcio - Campionato europeo femminile Under 19 di calcio | - UEFA Futsal Championship - Campionato europeo di calcio a 5 Under-21 (soppresso) - UEFA-CAF Meridian Cup (soppressa) |

| Nazione              | Nazionale | Lista di club | Federazione nazionale | Campionato principale             | Coppa nazionale                                                                              | Supercoppa                                        |
| -------------------- | --------- | ------------- | --- | --------------------------------- | -------------------------------------------------------------------------------------------- | ------------------------------------------------- |
| Albania              | Nazionale | Club          | Federata Shqiptarë Futbollit                                                                                                   | Kategoria Superiore               | Kupa e Shqipërisë                                                                            | Supercoppa d'Albania                              |
| Andorra              | Nazionale | Club          | Federació Andorrana de Futbol                                                                                                  | Primera Divisió                   | Copa Constitució                                                                             | Supercoppa d'Andorra                              |
| Armenia              | Nazionale | Club          | Football Federation of Armenia                                                                                                 | Bardsragujn chumb                 | Coppa d'Armenia                                                                              | Supercoppa d'Armenia                              |
| Austria              | Nazionale | Club          | Österreichischer Fussball-Bund                                                                                                 | Bundesliga                        | ÖFB-Cup                                                                                      | ÖFB-Supercup (soppressa)                          |
| Azerbaigian          | Nazionale | Club          | Azərbaycan Futbol Federasiyaları Assosiasiyası                                                                                 | Premyer Liqası                    | Azərbaycan Kuboku                                                                            | Azerbaijan Supercup                               |
| Belgio               | Nazionale | Club          | Union Royale Belge des Societes de Football Association Koninklijke Belgische Voetbalbond                                      | Pro League                        | Coupe de Belgique Coppa di Lega belga (soppressa)                                            | Supercoppa del Belgio                             |
| Bielorussia          | Nazionale | Club          | Football Federation of the Republic of Belarus                                                                                 | Vyšėjšaja Liha                    | Coppa di Bielorussia                                                                         | Supercoppa di Bielorussia                         |
| Bosnia ed Erzegovina | Nazionale | Club          | Fudbalski Savez Bosne i Hercegovine Nogometni Savez Bosne i Hercegovine                                                        | Premijer Liga Bosne i Hercegovine | Coppa della Bosnia ed Erzegovina                                                             | Supercoppa della Bosnia ed Erzegovina (soppressa) |
| Bulgaria             | Nazionale | Club          | Bulgarski Futbolen Soius | A Profesionalna Futbolna Grupa    | Coppa di Bulgaria                                                                            | Supercoppa di Bulgaria                            |
| Rep. Ceca            | Nazionale | Club          | Českomoravský fotbalový svaz                                                                                                   | 1. liga                           | Pohár ČMFS                                                                                   | Supercoppa ceca di calcio                         |
| Cipro                | Nazionale | Club          | Cyprus Football Association | Divisione A                       | Coppa di Cipro                                                                               | Supercoppa di Cipro                               |
| Croazia              | Nazionale | Club          | Hrvatski nogometni savez | Prva hrvatska nogometna liga      | Hrvatski nogometni kup                                                                       | Supercoppa di Croazia                             |
| Danimarca            | Nazionale | Club          | Dansk Boldspil Union | SAS Ligaen                        | DBUs Landspokalturnering Tele2 Liga Cuppen (soppressa)                                       | Supercoppa di Danimarca (soppressa)               |
| Estonia              | Nazionale | Club          | Eesti Jalgpalli Liit | Meistriliiga                      | Eesti Karikas                                                                                | Eesti Superkarikas                                |
| Fær Øer              | Nazionale | Club          | FSF - Fótbóltssamband Føroya                                                                                                   | Formuladeildin                    | Faroe Islands Cup                                                                            | Faroe Islands Super Cup                           |
| Finlandia            | Nazionale | Club          | Suomen Palloliitto Finlands Bollförbund                                                                                        | Veikkausliiga                     | Suomen Cup Liigacup                                                                          | Nessuna                                           |
| Francia              | Nazionale | Club          | Fédération Française de Football                                                                                               | Ligue 1                           | Coupe de France Coupe de la Ligue (soppressa)                                                | Trophée des champions                             |
| Galles               | Nazionale | Club          | Football Association of Wales                                                                                                  | Welsh Premier League              | Welsh Cup Welsh League Cup FAW Premier Cup (soppressa)                                       | Nessuna                                           |
| Georgia              | Nazionale | Club          | Football Federation of Georgia                                                                                                 | Umaglesi Liga                     | Coppa di Georgia                                                                             | Supercoppa di Georgia                             |
| Germania             | Nazionale | Club          | Deutscher Fussball-Bund | Bundesliga                        | DFB-Pokal DFL-Ligapokal (soppressa)                                                          | DFB-Supercup                                      |
| Gibilterra           | Nazionale | Club          | Gibraltar Football Association                                                                                                 | Gibraltar Premier Division        | Rock Cup Gibraltar Premier Cup                                                               | Pepe Reyes Cup                                    |
| Grecia               | Nazionale | Club          | Elliniki Podosfairiki Omospondia                                                                                               | Souper Ligka Ellada               | Coppa di Grecia Coppa di Lega greca (soppressa)                                              | Supercoppa di Grecia (soppressa)                  |
| Inghilterra          | Nazionale | Club          | The Football Association | FA Premier League                 | FA Cup Football League Cup                                                                   | FA Community Shield                               |
| Irlanda              | Nazionale | Club          | Football Association of Ireland                                                                                                | Premier Division                  | FAI Cup League Cup                                                                           | President's Cup FAI Super Cup (soppressa)         |
| Irlanda del Nord     | Nazionale | Club          | Irish Football Association | IFA Premiership                   | Irish Cup League Cup                                                                         | IFA Charity Shield (soppressa)                    |
| Islanda              | Nazionale | Club          | Knattspyrnusamband Íslands | Úrvalsdeild                       | VISA-bikar Deildabikar                                                                       | Icelandic Super Cup                               |
| Israele              | Nazionale | Club          | Israel Football Association | Ligat ha'Al                       | Gvia HaMedina Gvia HaToto                                                                    | Israel Super Cup (soppressa)                      |
| Italia               | Nazionale | Club          | Federazione Italiana Giuoco Calcio                                                                                             | Serie A                           | Coppa Italia                                                                                 | Supercoppa italiana                               |
| Kazakistan           | Nazionale | Club          | Football Federation of Kazakhstan                                                                                              | Qazаqstan Prem'er Ligasy          | Coppa del Kazakistan                                                                         | Kazakhstan Super Cup                              |
| Kosovo               | Nazionale | Club          | Federata e Futbollit e Kosovës                                                                                                 | Superliga e Futbollit të Kosovës  | Coppa del Kosovo                                                                             | Nessuna                                           |
| Lettonia             | Nazionale | Club          | Latvijas Futbola Federācija | Virslīga                          | Latvijas kauss Ziemas Kauss                                                                  | Latvian Supercup                                  |
| Liechtenstein        | Nazionale | Club          | Liechtensteiner Fussballverband                                                                                                | Nessuno                           | Liechtensteiner-Cup                                                                          | Nessuna                                           |
| Lituania             | Nazionale | Club          | Lietuvos Futbolo Federacija | A Lyga                            | Lietuvos taurė                                                                               | LFF Supertaurė                                    |
| Lussemburgo          | Nazionale | Club          | Fédération Luxembourgeoise de Football                                                                                         | Division Nationale                | Coupe de Luxembourg                                                                          | Nessuna                                           |
| Macedonia del Nord   | Nazionale | Club          | Football Federation of North Macedonia                                                                                         | Prva Liga                         | Kup na Makedonija                                                                            | Macedonian Football Super Cup                     |
| Malta                | Nazionale | Club          | Malta Football Association | Premier League                    | Maltese FA Trophy                                                                            | Maltese Super Cup                                 |
| Moldavia             | Nazionale | Club          | Federaţia Moldovenească de Fotbal                                                                                              | Divizia Națională                 | Cupa Moldovei                                                                                | Supercupa Moldovei                                |
| Montenegro           | Nazionale | Club          | Fudbalski savez Crne Gore | Prva crnogorska fudbalska liga    | Montenegrin Cup                                                                              | Nessuna                                           |
| Norvegia             | Nazionale | Club          | Norges Fotballforbund | Tippeligaen                       | Norgesmesterskap                                                                             | Superfinalen (soppressa)                          |
| Paesi Bassi          | Nazionale | Club          | Koninklijke Nederlandse Voetbal Bond                                                                                           | Eredivisie                        | KNVB beker                                                                                   | Johan Cruijff-schaal                              |
| Polonia              | Nazionale | Club          | Polski Związek Piłki Nożnej | Ekstraklasa                       | Puchar Polski Puchar Ekstraklasy (soppressa)                                                 | Superpuchar Polski                                |
| Portogallo           | Nazionale | Club          | Federação Portuguesa de Futebol                                                                                                | Primeira Liga                     | Taça de Portugal Taça da Liga                                                                | SuperTaça Cândido de Oliveira                     |
| Romania              | Nazionale | Club          | Federaţia Română de Fotbal | Liga I                            | Cupa României Cupa Ligii                                                                     | Supercupa României                                |
| Russia               | Nazionale | Club          | Rossijskij Futbolnij Sojuz | Prem'er-Liga                      | Kupol Rossija Coppa del campionato russo (soppressa)                                         | Superkupol Rossija                                |
| San Marino           | Nazionale | Club          | Federazione sammarinese giuoco calcio                                                                                          | Campionato Dilettanti             | Coppa Titano                                                                                 | Supercoppa di San Marino                          |
| Scozia               | Nazionale | Club          | Scottish Football Association                                                                                                  | Scottish Premier League           | Scottish Cup Scottish League Cup                                                             | Nessuna                                           |
| Serbia               | Nazionale | Club          | Fudbalski Savez Srbije | Superliga Srbije u fudbalu        | Kup Srbije                                                                                   | Nessuna                                           |
| Slovacchia           | Nazionale | Club          | Slovenský futbalový zväz | Superliga                         | Slovenský Pohár                                                                              | Slovenský Superpohár                              |
| Slovenia             | Nazionale | Club          | Nogometna Zveza Slovenije | Prva slovenska nogometna liga     | Pokal Hervis                                                                                 | Superpokal Slovenije                              |
| Spagna               | Nazionale | Club          | Real Federación Española de Fútbol                                                                                             | Primera División                  | Copa del Rey Coppa della Liga (soppressa)                                                    | Supercopa de España                               |
| Svezia               | Nazionale | Club          | Svenska Fotbollförbundet | Allsvenskan                       | Svenska Cupen                                                                                | Supercupen                                        |
| Svizzera             | Nazionale | Club          | Associazione Svizzera di Football Schweizerischer Fussballverband Association Suisse de Football Associaziun Svizra da Ballape | Swiss Super League                | Coppa Svizzera Schweizer Cup Coupe de Suisse Cuppa Svizra Coppa di Lega svizzera (soppressa) | Supercoppa di Svizzera (soppressa)                |
| Turchia              | Nazionale | Club          | Türkiye Futbol Federasyonu | Süper Lig                         | Türkiye Kupası                                                                               | Türkiye Süper Kupası                              |
| Ucraina              | Nazionale | Club          | Football Federation of Ukraine                                                                                                 | Vyšča Liha                        | Coppa d'Ucraina                                                                              | Supercoppa d'Ucraina                              |
| Ungheria             | Nazionale | Club          | Magyar Labdarúgó Szövetség | Nemzeti Bajnokság I               | Magyar Kupa Magyar labdarúgó-ligakupa                                                        | Szuperkupa                                        |